# Курилівська сільська рада (Канівський район)
Кури́лівська сільська́ ра́да — адміністративно-територіальна одиниця та орган місцевого самоврядування в Канівському районі Черкаської області. Адміністративний центр — село Курилівка.

## Історія
До 1978 року сільрада була частиною Тростянецької сільради, потім Грищинецької сільради. В 1995 році Грищинецька сільська рада була розділена на 3 частини: Грищинецьку, Курилівську та Тростянецьку сільради.

## Населені пункти
Сільській раді підпорядковані населені пункти:
- с. Курилівка

## Загальні відомості
На північному сході територія ради межує із Грищинецькою, на північному заході — з Потапцівською, на півдні — з Литвинецькою, на заході — з Козарівською, на сході — Тростянецькою сільрадами.
Населення сільради — 231 особа (2009; 264 особи в 2007).
Західна, північна та південна частини сільради вкриті лісовими масивами, які зростають на ярах. До села прокладена асфальтована автодорога з міста Канів.

### Природно-заповідний фонд
На землях сільради розташовано ботанічні заказники місцевого значення «Ведмеже» і «Березове», Курилівський і «Котлован».

## Склад ради
Рада складається з 12 депутатів та голови.
- Голова ради: Ярова Раїса Володимирівна
- Секретар ради: Бойко Ірина Василівна

### Керівний склад попередніх скликань
| Прізвище, ім'я, по батькові | Основні відомості                                                             | Дата обрання | Дата звільнення |
| --------------------------- | ----------------------------------------------------------------------------- | ------------ | --------------- |
| Забоєнко Віктор Євгенійович | Сільський голова, 1955 року народження                                        | 26.03.2006   | 31.10.2010      |
| Ярова Раїса Володимирівна   | Сільський голова, 1970 року народження, освіта середня загальна, позапартійна | 31.10.2010   |                 |

Примітка: таблиця складена за даними сайту Верховної Ради України

### Депутати
За результатами місцевих виборів 2010 року депутатами ради стали:

#### За суб'єктами висування
| Суб'єкт висування                 | Кількість обраних депутатів | %    |
| --------------------------------- | --------------------------- | ---- |
| Самовисування                     | 7                           | 58,3 |
| Політична партія «Сильна Україна» | 5                           | 41,7 |

#### За округами
| № округу                          | Прізвище, ім'я, по батькові    | Дата визнання обраним | Освіта             | Партійна приналежність                  | Відомості про обраного депутата            |
| --------------------------------- | ------------------------------ | --------------------- | ------------------ | --------------------------------------- | ------------------------------------------ |
| Політична партія «Сильна Україна» |                                |                       |                    |                                         |                                            |
| 8                                 | Бойко Ірина Василівна          | 05.11.2010            | середня            | член Політичної партії «Сильна Україна» | Курилівська с\р, бухгалтер                 |
| 9                                 | Яценко Микола Миколайович      | 05.11.2010            | середня            | член Політичної партії «Сильна Україна» | тимчасово не працює                        |
| 10                                | Іринчак Любов Миколаївна       | 05.11.2010            | вища               | член Політичної партії «Сильна Україна» | пенсіонер                                  |
| 11                                | Півень Марія Юріївна           | 05.11.2010            | середня            | член Політичної партії «Сильна Україна» | тимчасово не працює                        |
| 12                                | Півень Галина Леонідівна       | 05.11.2010            | середня            | член Політичної партії «Сильна Україна» | пенсіонер                                  |
| Самовисування                     |                                |                       |                    |                                         |                                            |
| 1                                 | Романченко Михайло Миколайович | 05.11.2010            | середня            | позапартійний                           | пенсіонер                                  |
| 2                                 | Шевченко Володимир Андрійович  | 05.11.2010            | середня спеціальна | позапартійний                           | Грищинецька загальноосвітня школа, вчитель |
| 3                                 | Донченко Сергій Васильович     | 05.11.2010            | середня            | позапартійний                           | Канівський сирзавод, оператор              |
| 4                                 | Шабала Микола Володимирович    | 05.11.2010            | середня            | позапартійний                           | пенсіонер                                  |
| 5                                 | Забоєнко Ніна Арсентіївна      | 05.11.2010            | середня            | позапартійна                            | пенсіонер                                  |
| 6                                 | Коваль Олена Петрівна          | 05.11.2010            | середня спеціальна | позапартійна                            | тимчасово не працює                        |
| 7                                 | Дайнека Ніна Миколаївна        | 05.11.2010            | середня            | позапартійна                            | тимчасово не працює                        |